# Budućnost Banatski Dvor
Budućnost Banatski Dvor (serb.: Фудбалски Kлуб Будућност Банатски Двор) – serbski klub piłkarski z siedzibą w Banatskim Dvorze, w gminie Žitište (w okręgu środkowobanackim, w Wojwodinie), działający w latach 1938–2006 oraz po wznowieniu działalności w latach 2011–2018.

## Historia
- 1938 - został założony jako FK Budućnost Banatski Dvor.
- 2006 - połączył się z FK Proleter Zrenjanin tworząc FK Banat Zrenjanin.
- 2011 - został na nowo założony jako FK Budućnost Banatski Dvor.
- 2018 - klub został rozwiązany.

## Stadion
Klub rozgrywał swoje mecze domowe na stadionie Stadion Mirko Vučurević w Banatskim Dvorze, który mógł pomieścić 2,5 tys. widzów.

## Sezony
| Sezon                          | Liga                                              | Poziom | Miejsce |
| Federalna Republika Jugosławii |                                                   |        |         |
| 1999/00                        | Srpska liga (Grupa Vojvodina)                     | III    | 2       |
| 2000/01                        | Druga liga SR Јugoslavije – Grupa Sjever (Północ) | II     | 6       |
| 2001/02                        | Druga liga SR Јugoslavije – Grupa Sjever (Północ) | II     | 2       |
| 2002/03                        | Druga liga SR Јugoslavije – Grupa Sjever (Północ) | II     | 1       |
| Serbia i Czarnogóra            |                                                   |        |         |
| 2003/04                        | Prva liga Srbije i Crne Gore                      | I      | 13      |
| 2004/05                        | Prva liga Srbije                                  | II     | 1       |
| 2005/06                        | Super liga Srbije i Crne Gore                     | I      | 6 *     |
| Serbia                         |                                                   |        |         |
| 2006/07                        | brak drużyny w rozgrywkach ligowych               | -      | -       |
| 2007/08                        | brak drużyny w rozgrywkach ligowych               | -      | -       |
| 2008/09                        | brak drużyny w rozgrywkach ligowych               | -      | -       |
| 2009/10                        | brak drużyny w rozgrywkach ligowych               | -      | -       |
| 2010/11                        | brak drużyny w rozgrywkach ligowych               | -      | -       |
| 2011/12                        | Opštinska liga Žitište-Nova Crnja                 | VI     | 6 **    |
| 2012/13                        | Opštinska liga Žitište-Nova Crnja                 | VI     | 4       |
| 2013/14                        | Opštinska liga Žitište-Nova Crnja                 | VI     | 7       |
| 2014/15                        | Opštinska liga Žitište-Nova Crnja                 | VI     | 6       |
| 2015/16                        | Opštinska liga Žitište-Kikinda                    | VI     | 12 ***  |
| 2016/17                        | brak drużyny w rozgrywkach ligowych               | -      | -       |
| 2017/18                        | Opštinska liga Žitište-Nova Crnja                 | VI     | 10 ***  |

 * 26.01.2006 FK Budućnost Banatski Dvor oraz FK Proleter Zrenjanin (drużyna Srpskiej ligi Vojvodina) połączyły się i od sezonu 2006/07 klub rozpoczął występy w rozgrywkach Super ligi Srbije jako FK Banat Zrenjanin).
 **  W 2011 roku klub wznowił działalność i od sezonu 2011/12 rozpoczął występy w rozgrywkach od najniższego poziomu serbskich rozgrywek piłkarskich.
 *** Po sezonach 2015/16 i 2017/18 klub wycofał się z rozgrywek Opštinskiej ligi (drużyna została rozwiązana).

## Sukcesy
- 6. miejsce Super ligi Srbije i Crne Gore (1x): 2006.
- mistrzostwo Drugiej ligi SR Јugoslavije – Grupa Sjever (1x): 2003 (awans do Prvej ligi Srbije i Crne Gore).
- mistrzostwo Prvej ligi Srbije (II liga) (1x): 2005 (awans do Super ligi Srbije i Crne Gore).
- wicemistrzostwo Drugiej ligi SR Јugoslavije – Grupa Sjever (1x): 2002.
- wicemistrzostwo Srpskiej ligi – Grupa Vojvodina (III liga) (1x): 2000 (awans do Drugiej ligi SR Јugoslavije).
- Puchar Serbii i Czarnogóry:
  - finalista (1x): 2004 (start w Pucharze UEFA).

## Europejskie puchary
Legenda do wszystkich tabel:
- Q – runda eliminacyjna, 1/16, 1/8, 1/4, 1/2 – odpowiednia faza rozgrywek, Grupa – runda grupowa, 1r gr – pierwsza runda grupowa, 2r gr – druga runda grupowa, F – finał, R – runda, PO – play-off
- k. – rzuty karne, los. – losowanie, Dogr. – dogrywka, w. – zasada bramek strzelonych na wyjeździe

| Sezon   | Rozgrywki   | Runda | Przeciwnik | Dom | Wyjazd | Ogólnie |
| ------- | ----------- | ----- | ---------- | --- | ------ | ------- |
| 2004/05 | Puchar UEFA | 2Q    | Maribor    | 1–2 | 1–0    | 2–2, w. |

## Reprezentanci kraju grający w klubie
- Nikola Drinčić
- Nikola Beljić
- Zoran Tošić
- Nenad Kovačević

## Byli trenerzy
- Blagoje Paunović
- Nikola Rakojević